# Vim (чистящее средство)
Vim — название линейки бытовых чистящих средств, первоначально производимых компанией Lever Brothers (позднее — Unilever). Бренд Vim в настоящее время принадлежит немецкой транснациональной компании Henkel, в то время как Unilever сохраняет за собой право собственности в Канаде и Вьетнаме.

## История
Чистящий порошок Vim —  один из первых продуктов, созданных Уильямом Левером — впервые появился на рынке в 1904 году, являясь ответвлением мыла Monkey Brand. Считается, что название происходит от разговорного английского слова «vim», которое имеет то же значение, что и латинское vis, vim («сила», «энергичность»).
Vim выпускался в Порт-Санлайт недалеко от Ливерпуля. Название Vim оставалось исключительно связанным с чистящим порошком до 1993 года, когда был выпущен ряд сопутствующих продуктов. Vim также было названием таблетки моющего средства, производимой компанией Lever Brothers и продаваемой в США в 1960-е годы. Таблетка была спонсором ситкома Шоу Люси с Люсиль Болл в главной роли на канале CBS.
Бывший владелец Unilever отказался от Vim в пользу конкурирующего продукта Jif, хотя Vim всё ещё продавался в некоторых других странах Европы.
В декабре 2004 года Vim был продан группе Guaber, базирующейся в Италии. В настоящее время Vim принадлежит Henkel Group после приобретения Spotless Group в 2015 году, хотя средство по-прежнему продаётся в Канаде и Шри-Ланке компанией Unilever. В Южной Африке и Индии Vim является брендом Unilever.